# Rocca Santo Stefano
Rocca Santo Stefano è un comune italiano di 899 abitanti della città metropolitana di Roma Capitale nel Lazio.

## Geografia fisica

### Clima
- Classificazione climatica: zona E, 2325 GR/G

## Storia
il primo popolo che abitò il territorio di Rocca S.Stefano fu quello degli Equi che si estendeva da Palestrina a Carsoli e dal quale prese il primo nome conosciuto: Rocca D'Equi. Nei secoli successivi man mano che la popolazione dei paesi vicini aumentava, gruppi di cittadini si spostarono dando vita a nuovi insediamenti. Fu in quell'epoca (500 d.C.) che furono costruiti i cascinali che andavano da Rio Trave in su e poiché la popolazione sentiva la necessità di avere un centro dove radunarsi, costruirono la chiesa di S.Stefano, legata al cimitero.
Nel frattempo il potere nella zona era rappresentato dal monastero dei benedettini di Subiaco. Nei pressi di Rio Trave c'era un paesetto di nome Toccianello. Gli abitanti non sopportavano lo sfruttamento da parte dei rappresentanti dell'abate di Subiaco che avevano imposto gravose tasse sul mulino che vi si trovava, e si ribellarono, ma vennero sopraffatti dalle truppe dell'abate. La signora più ricca del luogo, Rosa, si salvò fuggendo verso la Rocca, seguita da molta gente. Essa devolvette tutte le sue ricchezze agli abitanti di Rocca che, le dedicarono una delle vie più importanti del paese.
Rocca S.Stefano veniva spesso depredato sia da Filippo da Marano che dai signori di Civitella (l'attuale Bellegra). Fu così che costruirono sullo sperone più alto della roccia un piccolo castello. A poco a poco attorno al castello sorsero molte case e fu costruito anche un lazzaretto, cioè un ospedale dove venivano tenuti in isolamento i malati di peste nei periodi delle epidemie. In seguito attorno all'abitato furono costruite delle mura per fortificarlo e per difendersi. Fu un'opera colossale per quei tempi. Nelle mura si aprivano due porte, una portava al forno comunale e ad una piazzetta chiamata della porta che attraverso via dei Serroni, portava al castello. L'altra porta era in piazza Pontica (ponte antico) dove c'era il ponte levatoio che veniva alzato al tramonto.
Come tutti i centri della zona seguì le vicende del monastero e rimase coinvolto nelle lotte sostenute dai monaci. Nel 1096 l'abate Giovanni l'acquisto dando in permuta Pisoniano. Rocca S.Stefano figura tra i possessi dell'abbazia nella Bolla di Papa Pasquale II nel 1115. Qualche decennio dopo, l'abate Simone fatto prigioniero nel 1167 da Filippo da Marano, venne condotto a Roma dove si vide costretto a dare in pegno Rocca S.Stefano alla nobile famiglia romana dei conti Ceci costituiti feudatari dell'abbazia. Da quel momento venne ufficialmente chiamato Rocca S.Stefano.
Col passare del tempo i roccatani sfruttati dai conti Ceci si ribellarono. Molto orgogliosi volendo affermare la loro opposizione al potere dei conti rappresentato dal castello, edificarono un'imponente chiesa vicino al castello proprio dove era ubicata la vecchia chiesa. Sul lato sinistro usarono le mura preesistenti come basamento, mentre, a destra costruirono un muro di contenimento. Successivamente riempirono lo spazio con terra di riporto. Sotto la chiesa lasciarono degli spazi vuoti a cui si accedeva con delle botole che servivano per seppellirvi i morti. Dopo la costruzione della chiesa il vano sottostante fu quindi adibito a cimitero. Questa idea risultò tuttavia poco opportuna dal punto di vista igienico. Con l'editto di Saint Cloud fu proibito seppellire i morti dentro le mura della città e allora il cimitero fu riportato nel sito attuale nei pressi della chiesa di S.Stefano.

## Architetture religiose
- Chiesa di Santa Maria Assunta
- Chiesa di San Sebastiano
- Chiesa di Sant'Antonio di Padova
- Chiesa di Santo Stefano

## Società

### Evoluzione demografica
Abitanti censiti

### Etnie e minoranze straniere
Al 31 dicembre 2015 a Rocca Santo Stefano risultavano residenti 71 cittadini stranieri (7,28%), la nazionalità più rappresentata è:
- Romania: 57 (5,85%)

## Amministrazione
Il comune fa parte della Comunità montana dell'Aniene.

### Gemellaggi
Gemellato con:
- Ta' Xbiex[6]